# Fatimata M’Baye
Fatimata M´Baye, född 1957, är en mauretansk jurist och människorättsaktivist. 
Fatimata M’Baye blev som 12-åring bortgift mot sin vilja med en 45-årig man. Efter en kamp med sin familj fick hon studera juridik och ekonomi och blev den första kvinnliga juristen i Mauretanien. 
I sitt arbete som jurist fokuserar M’Baye på människohandel och mänskliga rättigheter, något som orsakat att hon arresterats och torterats. 1991 grundade hon Mauritanian Human Rights Association (AMDH).
I fransk TV år 1998 uttalade sig Fatimata M’Baye om landets utövande av slaveri, något som gav henne ett fängelsestraff och böter. Först efter internationella protester drogs straffet tillbaka.
År 2016 tilldelades hon International Women of Courage Award.